# ジフルオロメタン
ジフルオロメタンは化学式CH2F2で表される有機化合物である。
フッ化メチレンとも呼ばれる。フロンガスの一種で、フロン32、HFC32、R32などと呼ばれる。
常温では気体。地球温暖化係数は650で、これは二酸化炭素の650倍の温室効果をもたらすことを意味する。一方、オゾン層破壊係数は0であり、地球温暖化係数も親環境冷媒と言われるR410Aの2,090に比べれば約1/3に留まることから、空調機への適用が進んでいる。日本のダイキン工業はジフルオロメタンを冷媒とする空調機に関する特許を2011年から発展途上国で無償開放し、2015年には対象を全世界に拡大して普及促進の取り組みを行っていたが、2019年7月1日には2011年以降に取得した特許についても権利不行使を宣言した。この背景には、発展途上国で空調機の普及が進んで冷媒の使用量が増えていることから、より地球温暖化係数の低い冷媒の普及を促進することで環境影響を抑えこもうという狙いがある。
一定の圧力・温度条件の下で、包接化合物を形成することが知られている。

## 物理的性質
| 性質                                  | 数値               |
| ------------------------------------- | ------------------ |
| 臨界圧力 (pc)                         | 5.83 MPa           |
| 臨界温度 (Tc)                         | 78.45 °C (351 K)   |
| 圧縮率因子 (Z)                        | 0.9863             |
| 定圧・21°C(70°F)での比熱容量(Cp)      | 0.043 kJ·mol−1·K−1 |
| 定容積・21°C(70°F)での比熱容量(CV) at | 0.034 kJ·mol−1·K−1 |
| 比熱比 (κ)                            | 1.253              |